# Michael Reder
Michael Reder (* 21. Januar 1974 in Würzburg) ist ein deutscher Philosoph. Seit 2012 ist er Inhaber des Lehrstuhls für Praktische Philosophie an der Hochschule für Philosophie in München und seit 2018 Life Member bei Clare Hall (Cambridge).

## Leben
Reder studierte von 1994 bis 2000 Philosophie, katholische Theologie und Volkswirtschaft in München, Tübingen und Freiburg im Üechtland. Sein Magisterstudium schloss er mit einer Arbeit über Schleiermachers Ästhetik ab (Betreuer: Manfred Frank). Seine Dissertationsschrift verfasste er von 2000 bis 2002 als Wissenschaftlicher Assistent des Rottendorf-Projektes Globale Solidarität in München und von 2002 bis 2004 als Stipendiat der Studienstiftung des deutschen Volkes. Nach der Promotion 2004 zum Dr. phil. mit einer sozialphilosophischen Arbeit über das Global Governance-Paradigma war er von 2005 bis 2010 Mitarbeiter am Institut für Gesellschaftspolitik der Hochschule für Philosophie. In dieser Zeit war er für das in Kooperation mit dem Potsdam Institut für Klimafolgenforschung (PIK) durchgeführte Forschungsprojekt „Klimawandel und Gerechtigkeit“ zuständig. 2011 habilitierte er sich im Fach Philosophie an der Philosophischen Fakultät der Ludwig-Maximilians-Universität München (LMU) mit einer Arbeit über die gegenwärtige Aufmerksamkeit der politischen Philosophie für Religion (Gutachter: Axel Hutter und Wilhelm Vossenkuhl). Im Zuge dieser Arbeit ist auch ein Diskussionsband mit Jürgen Habermas unter dem Titel „Ein Bewusstsein von dem, was fehlt“ entstanden.
Seit 2012 ist er Professor für Praktische Philosophie und Inhaber des Lehrstuhls für Praktische Philosophie mit Schwerpunkt Völkerverständigung an der Hochschule für Philosophie. Der 2010 eingeweihte Lehrstuhl wurde von der Helmut und Angela Six Stiftung für Völkerverständigung an der Hochschule für Philosophie eingerichtet. Zudem leitet Reder seit 2011 das Forschungs- und Studienprojektes „Globale Solidarität“ der Rottendorf-Stiftung. Seit 2016 ist er auch Leiter des Instituts für Ethik und Sozialphilosophie an der Hochschule für Philosophie. Im Sommersemester 2018 hat er ein Forschungssemester und ist während dieser Zeit Academic Visitor an der University of Cambridge und Visiting Fellow bei Clare Hall Cambridge.

## Wirken
Reders Arbeiten beschäftigen sich vor allem mit der Philosophie des 20. und 21. Jahrhunderts. Insbesondere forscht er zu globalen Problemlagen aus der Perspektive der Sozial- und politischen Philosophie und in der Tradition der Kritischen Theorie. Daneben beschäftigt er sich mit dem philosophischen Pragmatismus (v. a. Demokratietheorie) und poststrukturalistischen Autorinnen und Autoren. Seine bisherigen Forschungsprojekte widmeten sich u. a. den ethischen Implikationen des Klimawandels, interkulturellen Aspekten des Weltgemeinwohls, Repräsentation zukünftiger Generationen als Leerstelle der Demokratie (gefördert durch die Fritz Thyssen Stiftung) und solidarischen Praktiken der Gegenwart (gefördert durch das BMBF). Er ist zudem der leitende Herausgeber des Jahrbuchs für Praktische Philosophie in globaler Perspektive.

## Veröffentlichungen (Auswahl)
- Global Governance. Philosophische Modelle von Weltpolitik. Darmstadt: Wissenschaftliche Buchgesellschaft, 2006
- mit Johannes Wallacher, Tobias Karcher, Josef Wieland (Hrsg.): Unternehmensethik im Spannungsfeld der Kulturen und Religionen, In: Globale Solidarität – Schritte zu einer neuen Weltkultur, Band 14, Kohlhammer 2006, ISBN 978-3-17-019532-5
- mit Johannes Müller, Tobias Karcher, Friedrich Wilhelm Graf (Hrsg.): Religionen und Globalisierung, In: Globale Solidarität – Schritte zu einer neuen Weltkultur, Band 16, Kohlhammer 2007, ISBN 978-3-17-019878-4
- Religion in säkularer Gesellschaft: Über die neue Aufmerksamkeit für Religion in der politischen Philosophie. Freiburg: Alber, 2. überarbeitete Auflage 2014
- Globalisierung und Philosophie. Eine Einführung. Darmstadt: Wissenschaftliche Buchgesellschaft, 2009
- Philosophie pluraler Gesellschaften: 18 umstrittene Felder der Sozialphilosophie. Stuttgart: Kohlhammer 2018